# Математика в Стародавньому Єгипті
 Стаття є частиною огляду історії математики 
Під математикою Стародавнього Єгипту розуміють математику, яка була розроблена і використовувалась в Стародавньому Єгипті від 3000 р. до н. е. до 300 р. до  н. е., від Стародавнєго царства до початку елліністичного Єгипту. Стародавні єгиптяни використовували  систему числення для лічби та розв'язання математичних задач, часто залучаючи  множення та  дроби. Відомості про єгипетську математику обмежені невеликою кількістю  збережених джерел, написаних на папірусі. З цих текстів відомо, що стародавні єгиптяни мали поняття з геометрії, такі як  площа поверхні та  об'єм тривимірних фігур, і використовували їх для  архітектури, та алгебри, такі як метод хибного положення та  квадратні рівняння.

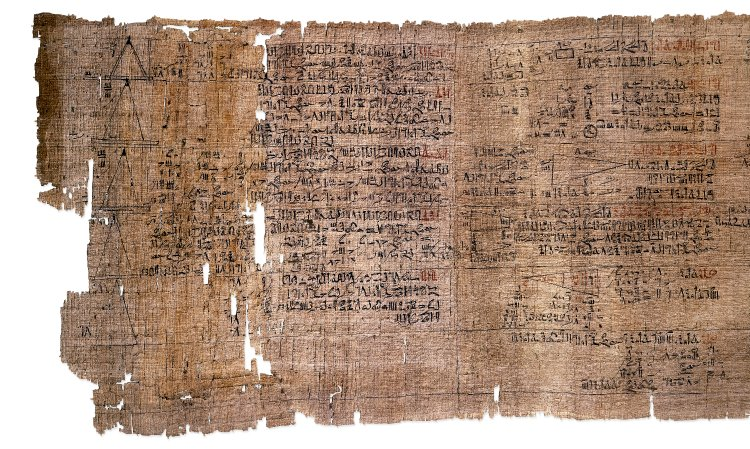
Частина папіруса Ахмеса.
Задачі з 49 по 55.

## Огляд
Письмові докази використання математики сягають щонайменше 3200 р. до н.е., коли бирки із слонової кістки знайдені в гробниці Скорпіона І (U-j) в  Абідосі. Ці бирки, здається, використовувались як мітки для надмогильних товарів, деякі з них були з цифрами.  Також свідчення про використання десяткової системи числення можна знайти на булаві Нармера, де зображено жертву з 400 000 волів, 1422 000 козлів і 120 000 полонених. 
Свідчення про математику Стародавнього царства (бл. 2690–2180 рр. до н. е.) є мізерними, але їх можна дістати з написів на стіні біля  мастаби в Мейдумі, що вказують нахил мастаби.  Рядки на діаграмі розташовані на відстані одного ліктя і показують використання цієї  одиниці вимірювання.
Найдавніші суто математичні документи датують  12-ю династією (близько 1990–1800 до н. е.). Московський математичний папірус, Єгипетський математичний шкіряний сувій,  Лахунські математичні папіруси, що є частиною значно більшої колекції Кахунських папірусів та  Берлінський папірус 6619 датують саме цим періодом. Папірус Райнда, який датують  Другим перехідним періодом (приблизно 1650 р. до н. е.), базується на старішому математичному тексті з 12-ї династії. 
Московський математичний папірус і папірус Райнда є математичними задачниками. Вони складаються з сукупності задача з розв'язаннями. Можливо їх написав або вчитель, або учень, який розв'язував типові математичні задачі. 
Цікавою особливістю математики Стародавнього Єгипту є використання одиничних дробів.  Єгиптяни використовували деякі особливі позначення для дробів, таких як {\displaystyle {\tfrac {1}{2}},{\tfrac {1}{3}}} і {\displaystyle {\tfrac {2}{3}}} та в деяких текстах для {\displaystyle {\tfrac {3}{4}}}, але інші дроби були записані як  одиничні дроби вигляду {\displaystyle {\tfrac {1}{n}}} або суми таких одиничних дробів. Писарі використовували довідкові таблиці, щоб виконувати дії з такими дробами. Наприклад, Єгипетський математичний шкіряний сувій — це таблиця одиничних дробів, яка виражаються через суми інших одиничних дробів. Математичний папірус Райнда та деякі інші тексти містять таблиці {\displaystyle {\tfrac {2}{n}}}. Ці таблиці дозволяли писарям переписати будь-який дріб вигляду {\displaystyle {\tfrac {1}{n}}} як суму одиничних дробів. 
У часи Нового Царства (бл. 1550–1070 рр. до н. е.) математичні задачі згадуються проблеми згадуються в літературних джерелах, а в Папірусі Вільбура часів  Рамзеса III у землемірних записах. У поселені ремісників Дейр-ель-Медіна було знайдено декілька  остраконів із записами про об'єм бруду, видаленого під час будівництва гробниць.  
Найдавніші давньоєгипетські математичні тексти відносяться до початку II тисячоліття до н. е. Математика тоді використовувалася в астрономії, мореплаванні, при будівництві будівель, гребель, каналів та військових укріплень. Грошових розрахунків, як і самих грошей, у Єгипті не було. Єгиптяни писали на папірусі, який зберігається погано, і тому наші знання про математику Єгипту істотно менші, ніж про математику Вавилону або Греції. Ймовірно, вона була розвинена краще, ніж можна уявити, виходячи з збережених до наших часів документів — відомо, що грецькі математики вчилися у єгиптян.
Нам нічого не відомо про розвиток математичних знань в Єгипті як в давніші, так і в більш пізні часи. Після воцаріння Птолемеїв починається надзвичайно плідний синтез єгипетської і грецької культури.
Від Нового царства до нас дійшли кілька фрагментів обчислювального характеру.
Автори всіх цих текстів нам невідомі. Дійшли до нас екземпляри — це в основному копії, переписані в період  гіксосів. Носії наукових знань тоді іменувалися  писарів  і фактично були державними або храмовими чиновниками.
Всі завдання з папірусу Ахмеса (записаний ок. 1650 року до н. е.) Мають прикладний характер і пов'язані з практикою будівництва, розмежуванням земельних наділів тощо Завдання згруповані не по методам, а за тематикою. По перевазі це завдання на знаходження площ трикутника, чотирикутників і кола, різноманітні дії з цілими числами і  Аліквотні дроби, пропорційний поділ, знаходження відносин, зведення в різні ступені, визначення середнього арифметичного ,  арифметичні прогресії, розв’язання рівнянь першого та другого ступеня з одним невідомим.
Повністю відсутні які б то не було пояснення або докази. Шуканий результат або дається прямо, або наводиться короткий алгоритм його обчислення.
Такий спосіб викладу, типовий для науки країн стародавнього Сходу, наводить на думку про те, що математика там розвивалася шляхом  індуктивних узагальнень і геніальних здогадок, що не утворюють ніякої загальної теорії. Проте, в папірусі є цілий ряд свідчень того, що математика в Стародавньому Єгипті тих років мала або, принаймні, починала набувати теоретичний характер. Так, єгипетські математики вміли витягати корінь (цілочисельні) і підносити до степеня, розв’язувати рівняння, були знайомі з  арифметичної і  геометричною прогресією і навіть володіли зачатками  алгебри: при розв’язанні рівнянь спеціальний ієрогліф «купа» позначав невідоме.

## Цифри
Стародавні єгипетські тексти могли бути написані або в ієрогліфами або ієратикою. Система числення було десятковою, але не позиційною. У чисел 1, 10, 100, 1000, 10 000, 1 000 000 та 10 000 000 були свої власні ієрогліфи. 
| Z1 |

| Z1 |

| V20 |

| V20 |

| V1 |

| V1 |

| M12 |

| M12 |

| D50 |

| D50 |

| I8 |

| I8 |

| C11 |

| C11 |

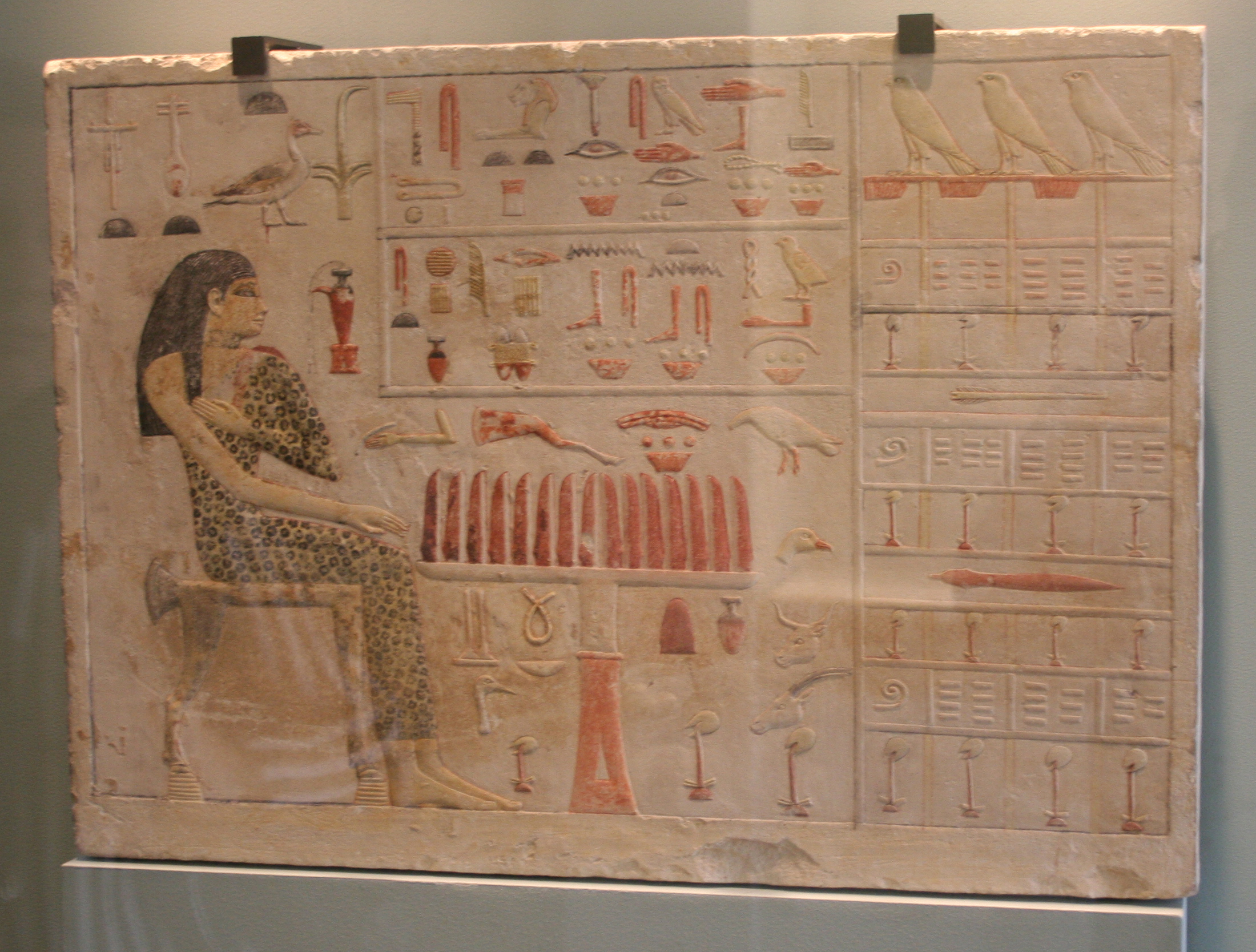
Стела Стародавнього царства принцеси Нефертіабет (датована 2590–2565 р. до н.е.) з її гробниці в Гізі, картина на вапняку, зберігається в Луврі.

Єгипетські цифри сягають Додинастичного періоду. Бірки із слонової кістки з Абідоса записані за допомогою цих ієрогліфів. Також можна побачити цифри в жертвених сценах, щоб вказати на кількість пожертви. Принцеса Нефертіабет показана з жертвою 1000 волів, хліба, пива тощо. 
Єгипетська ієрогліфічна система числення була адитивною. Великі числа записували як сукупністю відповідних розрядних ієрогліфів; їх значення додавали.

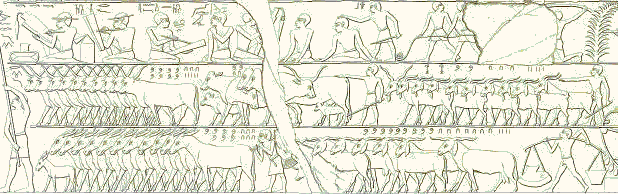
Ця сцена зображує кількість великої рогатої худоби (скопійована єгиптологом Лепсіусом). В середньому регістрі ми бачимо 835 голів рогатої худоби на лівій стороні, прямо позаду них близько 220 тварин (корови?), а справа 2235 кіз. У нижньому регістрі ми бачимо 760 ослів зліва та 974 кіз справа.

Єгиптяни використовували майже виключно дроби виду {\displaystyle 1/n}. Окремі ієрогліфи були лише для дробів {\displaystyle 1/2}, {\displaystyle 3/4} та {\displaystyle 2/3} (цей дріб часто використовувався в математичних текстах). Одиничні дроби вигляду {\displaystyle 1/n} записувались як спеціальний ієрогліф для дробу, а під ним або навколо нього записувався знаменник {\displaystyle n} дробу. Решту дробів записували як суму одиничних дробів (можливо з використанням ієрогліфів для  {\displaystyle 1/2,2/3,3/4}).
| Aa13 |

| Aa13 |

| r · Z2 |

| r · Z2 |

| D22 |

| D22 |

| r · Z1 · Z1 · Z1 · Z1 |

| r · Z1 · Z1 · Z1 · Z1 |

| r · Z1 · Z1 · Z1 · Z1 · Z1 |

| r · Z1 · Z1 · Z1 · Z1 · Z1 |